# Moran Samuel
Pour les articles homonymes, voir Samuel (homonymie).
Moran Samuel (en hébreu : מורן סמואל), née le 24 avril 1982 à Be'er Ya'akov, est une rameuse et une joueuse de basket-ball israélienne.

## Biographie
Moran Samuel évolue en équipe d'Israël de basket-ball féminin et promise à une carrière professionnelle. Sa carrière sportive s'arrête brutalement lorsqu'à l'âge de 24 ans, elle perd l'usage de ses jambes à la suite d'une maladie congénitale attaquant le système vasculaire à la colonne vertébrale. Elle continue alors pour l'équipe nationale de basket-ball en fauteuil roulant. En l'absence d’équipe féminine de haut niveau en Israël, elle change de discipline sportive et s'engage en aviron handisport (en skiff) sous l'insistance d'une amie. 
Elle étudie à l'université de Haïfa pour devenir physiothérapiste.
Elle est ouvertement lesbienne et a deux enfants. En 2016, elle participe aux Jeux Olympiques à Rio six mois seulement après la naissance de son premier fils. Puis, elle a un second fils en 2018. Elle déclare que la maternité lui donne la motivation pour continuer la compétition internationale. 

## Résultats en aviron

### Jeux paralympiques d'été
| Épreuve / Édition | Épreuve / Édition | Londres 2012 | Rio 2016                               | Tokyo 2020                            | Paris 2024    |
| ----------------- | ----------------- | ------------ | -------------------------------------- | ------------------------------------- | ------------- |
| Skiff             | Skiff             | 5e           | Médaille de bronze, Jeux paralympiques | Médaille d'argent, Jeux paralympiques | Médaille d'or |

### Championnats du monde
- 2019 à Ottensheim,  Autriche
  -  Médaille de bronze en skiff (PR1).
- 2018 à Plovdiv,  Bulgarie
  -  Médaille d'argent en skiff (PR1).
- 2017 à Sarasota,  États-Unis
  -  Médaille d'argent en skiff (PR1).
- 2015 à Aiguebelette,  France
  -  Médaille d'or en ASW1x.
- 2014 à Amsterdam,  Pays-Bas
  -  Médaille d'argent en ASW1x.
- 2011 à Bled,  Slovénie
  -  Médaille de bronze en ASW1x.

### Championnats d'Europe
- 2021 à Varèse,  Italie
  -  Médaille d'argent en skiff (PR1).

## Palmarès en basket-ball
- Championne d'Israël de basket-ball en fauteuil roulant avec le Beit Halohem Tel Aviv en 2011[3].